# Zhangwan, Fujian
Zhangwan är en köping i sydöstra Kina. Den ligger i stadsdistriktet Jiaocheng i staden Ningde i provinsen Fujian, omkring 76 kilometer norr om provinshuvudstaden Fuzhou. 